# Battaglia di Marsiglia
La battaglia di Marsiglia fu una battaglia navale combattuta durante la guerra civile il 27 giugno del 49 a.C. dalla flotta romana comandata da Decimo Bruto, ufficiale di Cesare, contro la fazione opposta, capeggiata da Gneo Pompeo Magno, e dalla flotta marsigliese alleata dei pompeiani.

## Antefatto
La battaglia fu un tentativo dei marsigliesi di forzare l'assedio di Marsiglia, portato sia via terra che via mare dai cesariani dopo che la città, mentre si stavano conducendo trattative per una possibile alleanza con Cesare (il cui intento era quello di giungere il più velocemente possibile nella Spagna Citeriore), su istigazione di Lucio Domizio Enobarbo si accordò invece con i suoi avversari.
Cesare, «sdegnato da questo comportamento oltraggioso», fece condurre tre legioni nei pressi della città ed iniziò a costruire torri e vinee pronto a cingere d'assedio la città. Contemporaneamente fece allestire in Arles (Arelate) 12 navi da guerra. Una volta che queste ultime furono portate a termine ed armate in trenta giorni, furono condotte nei pressi di Marsiglia e affidate al comando di Decimo Bruto. Le legioni furono invece lasciate al suo legatus Gaio Trebonio, pronte ad assediare la città da terra. Fatto ciò Cesare partì per la Spagna (5 giugno).
E mentre Cesare si recava in Spagna, i Massilioti, seguendo il consiglio di Lucio Domizio, armarono 17 navi da guerra, di cui 11 coperte. A queste furono poi aggiunti molti navigli di minor dimensioni. Su questa nuova flotta appena allestita vennero, quindi, imbarcati una grande quantità di arcieri e di Albici, incoraggiando questi ultimi con ricchi premi. Intanto Domizio si riservava un certo numero di navi, che furono equipaggiate con i contadini ed i pastori della zona. A questo punto la nuova flotta così costituita venne inviata contro quella dei cesariani, il cui comandante era Decimo Bruto e che si trovava nei pressi dell'isola di fronte a Massilia, di Ratonneau.

## La battaglia navale
Bruto disponeva di una forza navale inferiore per numero di navi, ma Cesare gli aveva assegnato uomini tra i più valorosi. Essi si erano preparati ad usare uncini e arpioni, armandosi anche di pila e tragulae e di ogni altra specie di arma da lancio.
Quando i cesariani si accorsero che i Massilioti si stavano avvicinando, uscirono fuori dal porto con le loro navi. La battaglia che divampò vide da entrambe le parti grande coraggio e molto accanimento. E se gli Albici, rudi montanari abituati ad imbracciare le armi, non cedettero di fronte all'assalto dei legionari di Bruto, anche i pastori di Domizio, a cui era stata promessa la libertà, diedero prova del loro valore sotto gli occhi del loro patrono.
I Massilioti, forti della loro maggior perizia marinaresca e dotati di vascelli più veloci e maneggevoli, riuscirono in un primo momento a sfuggire alle navi romane. Diverse erano le strategie tra i due schieramenti. Se da una parte i cesariani cercavano di accostare le navi nemiche, agganciandole con arpioni o rampini per poi far diventare il combattimento un "normale" scontro tra fanterie; i massilioti cercavano, al contrario, di estendere la linea di battaglia per disperdere le navi avversarie, accerchiare quindi ogni singola imbarcazione nemica, assalendola con più navi contemporaneamente, oppure passando radenti al vascello con l'intento di spezzarne i remi e quando lo scontro era inevitabile, si affidavano al valore dei montanari.
I cesariani erano più impacciati nei movimenti a causa della stazza delle loro navi e di una minor perizia dei loro marinai, in quanto erano stati prelevati dalle navi da carico. E sebbene ciascuna loro nave fosse aggredita da due nemiche, combattevano senza timore su entrambe le fiancate delle loro imbarcazioni. Essi infatti, dopo aver gettato ramponi di ferro ed aver bloccato le navi massiliote accanto alla propria, si gettavano all'arrembaggio. La battaglia fu combattuta ferocemente e con valore da entrambe le parti e molti furono gli episodi di valore attribuiti ai cesariani.
(Marco Anneo Lucano, Pharsalia, III, 670-686)
(Valerio Massimo, Factorum et dictorum memorabilium libri IX, III, 2, 22)

## Conseguenze
Alla fine però la vittoria arrise ai cesariani, che mantennero così il blocco navale della città. Dopo aver infatti ucciso un gran numero di Albici e di pastori, mandarono a picco alcune navi massiliote, altre furono invece catturate ed altre ancora si rifugiarono nel porto di Massalia. In quella giornata delle 17 navi massiliote, 9 furono messe fuori combattimento: 3 erano state affondate ed 6 catturate dai cesariani.
La vittoria e il mantenimento del blocco su Marsiglia furono molto importanti per Cesare, che in questo modo poté continuare la sua campagna in Spagna. Intanto però Marsiglia stava per ricevere un altro aiuto via mare dai pompeiani; Lucio Nasidio, al comando di 17 navi, stava arrivando per forzare l'assedio dei cesariani. Questo tentativo causò una seconda battaglia navale, che si combatté di fronte a Tauroento.